# Giuseppe Marcenaro
Giuseppe Marcenaro (Genova, 30 marzo 1942 – Genova, 1º febbraio 2024) è stato uno scrittore e saggista italiano.

## Biografia
Giornalista professionista dal 1970, collaborò con La Stampa, Il Secolo XIX, Il Venerdì di Repubblica, Il Foglio. Diversi suoi articoli apparvero su giornali e riviste: Capital, FMR, la Repubblica, Il Lavoro, Il Giorno, L'Europeo, Epoca, Leggere, Il Caffè, Nuova Antologia, L'Espresso, Meridiani, Nuova Storia Contemporanea, Alias.
Dal 1975 al 1984 – ovvero per tutta la durata della pubblicazione – diresse la rivista di letteratura, storia e filosofia Pietre.
Tenne corsi e seminari in università italiane e straniere.
Scrisse testi di poesia, sotto il titolo Giovanni Parodi, o un altro, pubblicò nell'Almanacco dello Specchio, n.10, Mondadori, e sulla rivista "Nuova Corrente". Pubblicò inoltre le raccolte: Il superfluo,1978; L'amico invisibile, 1989; Gusci abitati, 1996.
Come critico di fotografia si occupò di Photo-MailArt e pubblicò per SAGEP Il silenzio del negativo: Filippo Del Campana Guazzesi, fotografo in San Miniato e Fotografia come letteratura (Bruno Mondadori Editore, 2004 e 2008).
Fu autore di diverse biografie fra cui quella di Eugenio Montale e quella di Giovanni Ansaldo, ritratto ne Il giornalista di Ciano. Diari 1935-1943, edito da Il Mulino, Bologna, 2000.
Organizzò con il pittore, regista e attore Pietro Boragina mostre tra arte e letteratura fra cui Viaggio in Italia. Un corteo magico dal Cinquecento al Novecento, 2001, Palazzo Ducale di Genova e a Milano (su Montale, 1996).

## Curatele
Con testi introduttivi o saggi Marcenaro ha curato i seguenti libri:
- Antologia della rivista "Pietre"(1926-'28), Milano, Mursia, 1973.
- Carlo Emilio Gadda, Lettere a una gentile signora, La collana dei casi n.12, Milano, Adelphi, 1983, ISBN 978-88-459-0555-1.
- Giovanni Ansaldo, Vecchie zie e altri mostri, Genova, 1990.
- Giovanni Ansaldo, Gli eredi di una duchessa, Genova, 1992.
- Lettera al redattore capo. Il carteggio di Giovanni Ansaldo, Milano, Archinto, 1993.
- Giovanni Ansaldo, L'occhio della lanterna, Genova, 1994.
- Ceccardo Roccatagliata Ceccardi, Poesie, Diabasis, Reggio Emilia, 1993.
- Adriano Grego, Remo Maun avvocato, Marietti, Genova, 1995.
- Eugenio Montale, Dear Lucy, Tallone, Alpignano, 1996.
- Mattioli & Leopardi, Scheiwiller, Milano, 1998.
- Giovanni Ansaldo, Il giornalista di Ciano. Diario 1932-1945, Il Mulino, Bologna, 2000.
- Stendhal, I briganti in Italia, Il Melangolo, Genova, 2004.
- Stendhal, Autobiografia del signor me stesso, Il Melangolo, Genova, 2007.
- Giovanni Ansaldo, Stenografie di viaggio, Aragno, Torino, 2008.
- Giovanni Ansaldo, Il mare e l'ulivo. Racconti dalla Toscana, Debatte Editore, Livorno, 2010.
- Giovanni Ansaldo, Stile piemontese, Aragno, Torino, 2012.
- Da Pietre a pietre in Virgilio Dagnino. Chi ci salverà dall'idea di salvezza. Saggi scelti, a cura di Gabriele Locatelli, Marsilio, Venezia, 2013.
- Storia di Stella Nera in Giovanni Ansaldo, Memorie (Diario 1920-1930), Torino, Aragno, 2014.
- Ritratto di Chateaubriand in Charles-Augustin de Sainte-Beuve, Chateaubriand, Torino, Aragno, 2015.

## Saggi
- Una sconosciuta moralità. Verlaine e Rimbaud. Un processo: Bruxelles luglio-agosto 1873, Genova, Il Nuovo Melangolo; nuova ed. col titolo Una sconosciuta moralità. Quando Verlaine sparò a Rimbaud, Collana I Grandi Tascabili n.480, Milano, Bompiani, 2013, ISBN 978-88-452-7358-2. (Premio Acqui Storia 2013)
- Un'amica di Montale. Vita di Lucia Rodocanachi, Camunia, Milano 1991, ISBN 978-88-776-7040-3.
- La nuit de Gênes di Paul Valéry. Una crisi esistenziale tra due letterature, Genova, SAGEP, 1994, 978-88-705-8525-4.
- Eugenio Montale, Biblioteca degli scrittori, Milano, Bruno Mondadori, 1999, ISBN 978-88-424-9459-1.
- Genova e le sue storie, Milano, Bruno Mondadori, 2004, 2007, 2009, ISBN 978-88-615-9385-5.
- Fotografia come letteratura, Milano, Bruno Mondadori, 2004, ISBN 978-88-424-9380-8.
- I padroni dei miei libri, Milano, Rovello, 2005; Collana Piccola biblioteca oggetti letterari, Milano, Henry Beyle, 2016, ISBN 978-88-992-3458-4.
- Carte inquiete, Torino, Aragno, 2005, ISBN 978-88-841-9203-5. (Premio Estense 2006)
- Cimiteri. Storie di rimpianti e di follie, Milano, Bruno Mondadori, 2008, ISBN 978-88-424-9847-6. (sette edizioni)
- Ammirabili & freaks, Torino, Aragno, 2010, ISBN 978-88-841-9452-7.
- Libri. Storie di passioni, manie e infamie, Milano, Bruno Mondadori, 2010, ISBN 978-88-615-9392-3.
- Bistecca alla Maroncelli, Collana Il salotto di Clio n.31, Firenze, Le Lettere, 2011, ISBN 978-88-608-7495-5.
- Testamenti. Eredità di maîtresse, vampiri e adescatori, Milano, Bruno Mondadori, 2012, ISBN 978-88-615-9644-3.
- Wunderkammer, Torino, Aragno, 2013, ISBN 978-88-841-9629-3. (Premio Estense 2014)
- Una storia cinese, Milano, Bompiani, 2016, ISBN 978-88-452-8051-1.
- Daguerréotype. Ritratti di europei, Torino, Aragno, 2016, ISBN 978-88-841-9781-8.
- Scarti. Appunti, lettere, scartafacci. Viaggio nel regno dimenticato della letteratura, Collana La piccola cultura, Milano, Il Saggiatore, 2017, ISBN 978-88-428-2308-7.
- Dissipazioni. Di carte, corpi e memorie, Collana La Cultura n.1127, Milano, Il Saggiatore, 2018, ISBN 978-88-428-2433-6. (Premio Giuseppe Dessì, 2018)
- Passaporti. Un viaggio esoterico, Collana La Cultura n.1311, Milano, Il Saggiatore, 2020, ISBN 978-88-428-2697-2.
- Perversioni inconfessabili, Piccola biblioteca di letteratura inutile, Trieste-Roma, Italo Svevo, 2020, ISBN 978-88-990-2844-2.
- Sciarada. Vivere con le ombre sulla soglia dell'Ade, Collana La piccola cultura, Milano, Il Saggiatore, 2024, ISBN 978-88-428-3079-5.

## Traduzioni
- English Writers on the Riviera, 1980
- Voyage en Italie: un cortége magique du 16. au 20. siècle, 2001
- Italienische Reise: eine zauberhafte Wanderung von 16. bis ins 20. Jahrhundert, 2001
- Italian Journey: A Magical Parade from the Sixteenth to Twentieth Century, 2001
- Cementerios. Historias de lamentos y de locuras, Adriana Hidalgo Editora, Buenos Aires, 2011

## Libri d'arte e cultura ligure
- Genova la bella. Panopticon dalla Lanterna ad Albaro, Franco Maria Ricci, Milano, 1992.
- Levante-Ponente. La Riviera tra Lerici e Turbia, Franco Maria Ricci, Milano, 1994.
- Genova e le sue storie, Bruno Mondadori, Milano 2004 (II ed., 2007; III ed., 2010)
- Palazzi a Genova, Franco Maria Ricci, Milano, 2004.

## Mostre tra arte e letteratura
- 1911-1925, Genova. Cultura di una città, Genova, Palazzo Spinola-Gambaro, 1973
- Florence Henri, aspetti di un percorso, 1910-1940, Genova, Palazzo Spinola-Gambaro, 1979
- Fotografi liguri dell'Ottocento, Genova, Palazzo Spinola-Gambaro, 1980
- Raoul Hausmann e il dadaismo, Genova, Palazzo Spinola-Gambaro, 1982
- Genova nella cultura italiana del Novecento. Le carte della fondazione della rivista Pietre, Genova, Centro dei liguri, 1983
- Genova con gli occhi di Stendhal, Genova, Centro dei liguri - Milano, Palazzo della Permanente, 1984
- Filippo De Pisis, Genova, Palazzo Spinola-Gambaro, 1985
- I viaggi e gli amici genovesi di Alessandro Manzoni, Genova, Centro Franco-Italiano Galliera, 1985
- Genova - Il Novecento, Genova, Centro dei Liguri - Buenos Aires, Palazzo della Recoleta, 1986
- Giovanni Boldini: olii, disegni, incisioni, Genova, Palazzo Spinola-Gambaro, 1987

## Mostre tra arte e letteratura realizzate con Pietro Boragina
- Alfredo Noack, "inventore" della Riviera, Genova, Imperia, Wolfsburg, Stoccarda, Amburgo, Colonia 1989-1890 ISBN 88-7058-315-5
- La tavolozza color foglia secca di Eugenio Montale, Monterosso al Mare, Genova, Museo di Villa Croce - Firenze, Palazzo Strozzi - Roma, Senato della Repubblica, 1991 - 1992, SAGEP[9]
- Magasin pittoresque. Una Genova del primo Ottocento Magasin pittoresque 2. Una Genova del secondo Ottocento[10], Palazzo Spinola Gambaro, Genova 1989 - 1991
- La nuit de Genes: l'universo poetico di Paul Valéry, Genova, Palazzo Spinola-Gambaro, 1994[11]
- Una dolcezza inquieta: l'universo poetico di Eugenio Montale, Genova, Palazzo Spinola-Gambaro; Milano Palazzo Citterio, 1996, cat. Electa[12]
- J'arrive çe Matin: l'universo poetico di Arthur Rimbaud, Genova, Palazzo Spinola-Gambaro, 1998, cat. Electa[13]
- Italie, il sogno di Stendhal, Genova, Palazzo Spinola-Gambaro, 2000[14] cat. Silvana
- Viaggio in Italia. Un corteo magico dal Cinquecento al Novecento, Evento culturale ufficiale del G8, Genova, Palazzo Ducale,  2001, cat. Electa
- Vaghe stelle dell'Orsa: gli Infiniti di Giacomo Leopardi, Genova, Palazzo Spinola-Gambaro, 2001, cat. Mazzotta[15]
- Carlo Mattioli: l'anima in fuga, Parma, Galleria Nazionale, Voltoni del Guazzatoio, 2004-2005, cat. Mazzotta
- Cinquant'anni di Corte Costituzionale, le immagini, le idee, Roma, Complesso del Vittoriano, 2006, cat. Skira
- Roma con gli occhi di Stendhal, Roma, Complesso del Vittoriano, 2006, cat. Gangemi[16]
- Russia & URSS: Arte, Letteratura, Teatro - 1905-1940, Genova, Palazzo Ducale, 2006-2007, cat. Skira[17]
- Biennale di Venezia a Genova, Genova, Palazzo della Meridiana, 2011
- Meravigliato paesaggio, Genova, Palazzo della Meridiana, 2012
- Genova la bella, Genova, Palazzo della Meridiana, 2012
- Nel mezzo del Novecento - La collezione di Alberto Della Ragione, Genova, Palazzo della Meridiana, 2013
- Occhio quadrato - Alberto Lattuada fotografo e cineasta, Genova, Palazzo della Meridiana, 2014
- Ferdinando Scianna, Genova, Palazzo della Meridiana, 2014
- Federico Patellani, Genova, Palazzo della Meridiana, 2014
- Fermi tutti...Clic!,Genova, Palazzo della Meridiana, 2014